# روبرت نبر
روبرت نبر (بالإنجليزية: Robert Knepper)‏ من مواليد 8 يوليو 1959 بمدينة فريمونت (أوهايو - الولايات المتحدة), ممثل أمريكي. اشتهر بشخصية تي- باغ في مسلسل بريسون بريك الذي أنتجته شبكة فوكس التلفزيونية ابتداء من سنة 2005. كما رشح لجائزة القمر الصناعي عن نفس الدور. وقد مثل في فلم هيتمان الذي عرض في عام 2007 بشخصية يوري ماركلوف يعمل كوكيل في الإف اس بي

## روابط خارجية
- روبرت نبر على موقع IMDb (الإنجليزية)
- روبرت نبر على موقع روتن توميتوز (الإنجليزية)
- روبرت نبر على موقع ألو سيني (الفرنسية)
- روبرت نبر على موقع ميوزك برينز (الإنجليزية)
- روبرت نبر على موقع إن إن دي بي (الإنجليزية)
- روبرت نبر على موقع ديسكوغز (الإنجليزية)
- روبرت نبر على موقع قاعدة بيانات الفيلم (الإنجليزية)
- روبرت نبر على موقع كينوبويسك (الروسية)